# Hanna Cauer
Hanna Cauer (* 8. März 1902 in Kreuznach; † 16. Mai 1989 in Bad Kreuznach) war eine deutsche Bildhauerin und Malerin.

## Leben

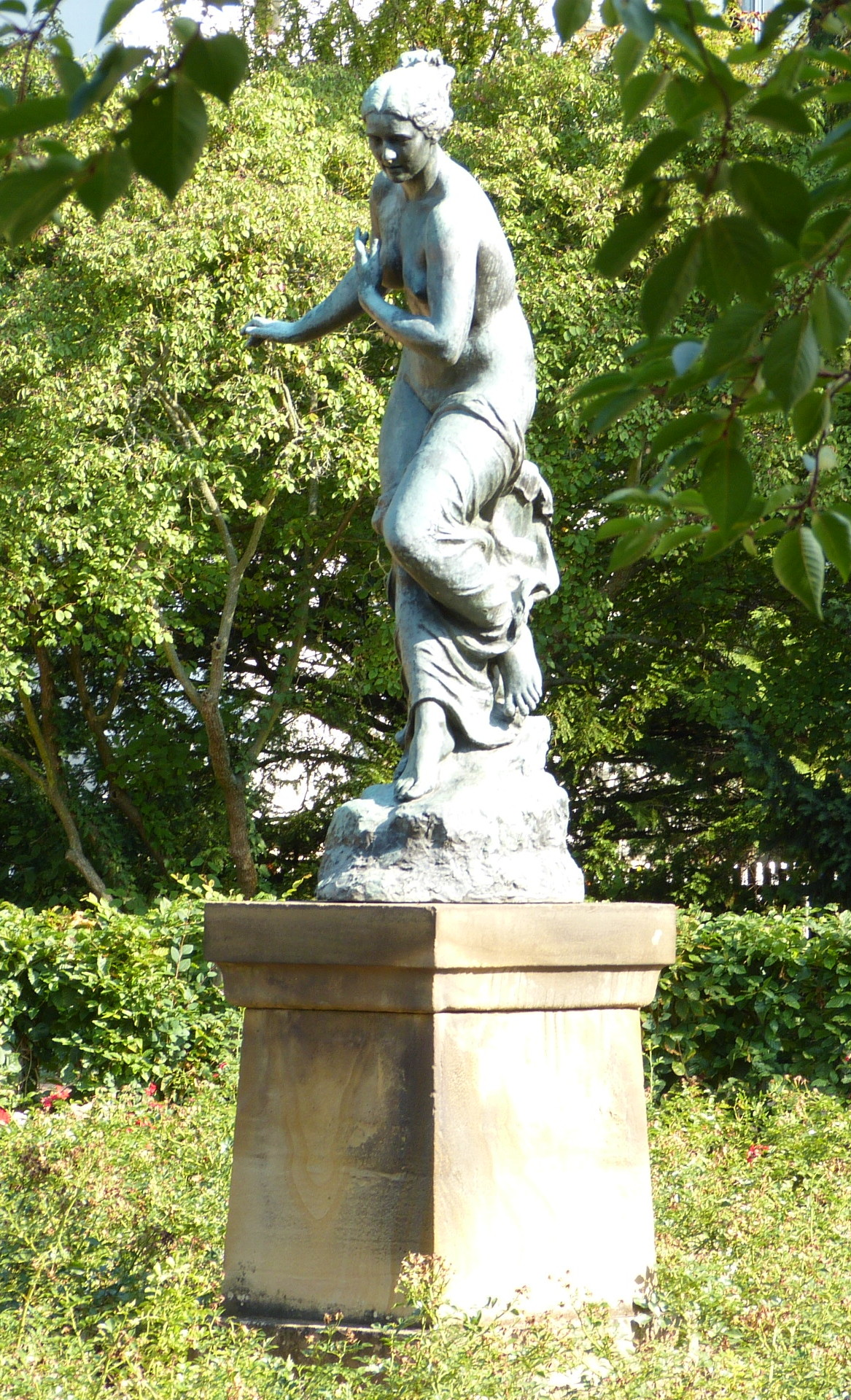
Schwebende Göttin von Hanna Cauer im Oranienpark in Bad Kreuznach

Hanna Cauer wurde als drittes Kind und älteste Tochter von Ludwig Cauer und Frederice Cauer, geb. Engelsmann, in Bad Kreuznach in eine Bildhauerfamilie bzw. Bildhauerdynastie hineingeboren. Dies erleichterte ihr sehr, ihren Weg als Künstlerin zu gehen, was vielen Frauen ihrer Generation noch verwehrt war bzw. erschwert wurde. Ihre Lehrerin an der städtischen Mädchenschule war Lina Hilger. Cauer, hatte, ermutigt von Max Liebermann, mit vierzehn Jahren ihre erste Ausstellung in Berlin. 1919/20 studierte sie an der Preußischen Akademie der Künste bei Curt Siegel, 1922 in Hamburg Malerei bei ihrem Onkel Leopold von Kalckreuth, dann erneut in Berlin Malerei bei Leo von König, Emil Orlik und Max Slevogt. 1927 wurde sie Meisterschülerin von Hugo Lederer. Erst von diesem Zeitpunkt an entschied sich Cauer, die auf den Feldern der Malerei und Bildhauerei gleichermaßen begabt war, endgültig für die Bildhauerei.
Von den aktuellen künstlerischen Strömungen  war ihr Schaffen merkwürdigerweise fast nicht betroffen, sie blieb in einer traditionellen, fast archaischen Formensprache. Nach der Machtergreifung der Nationalsozialisten kam ihr dies zugute, sie bewarb sich im Kultusministerium mit dem Hinweis, dass die "regierenden jüdisch-marxistischen Kreise meiner deutschen Kunstauffassung absolut ablehnend gegenüber standen".
Cauer erhielt 1930 als erste Frau ein Stipendium der Deutschen Akademie Rom Villa Massimo. In der Zeit des Nationalsozialismus war sie von 1937 bis 1943 mit Ausnahme des Jahres 1941 durchgehend mit insgesamt acht Plastiken auf den Großen Deutschen Kunstausstellungen in München vertreten. Sie führte mehrere Staatsaufträge aus, darunter 1938 eine Pallas Athene im Reichsinnenministerium.
Ihr Berliner Atelier wurde 1944 bei einem Bombenangriff zerstört. Deshalb kehrte sie 1945 in ihre Geburtsstadt Bad Kreuznach zurück, wo sie bis zu ihrem Tod im Jahre 1989 weiterhin künstlerisch tätig war. Einige Plastiken, die Cauer in den 1930er Jahren für Berlin angefertigt hatte, stehen noch heute in Bad Kreuznach: die Schwebende (auch Schwebende Göttin) im Oranienpark, das Traubenmädchen im Kurpark oder das Fischmädchen vor dem Martinihaus.
Die Cauergesellschaft bewahrt das Andenken der Familie Cauer und richtete das Atelier Hanna Cauers wieder her.

## Werke (in Auswahl)
1907 (?), Traubenmädchen, heute Kurpark Bad Kreuznach
1935, Allegretto und Moderato (heute auch Allegro und Andante), zwei Bronzefiguren für das Opernhaus Nürnberg
1935, Olympiabrunnen vor dem Rathaus Berlin
1938, Pallas Athene
1934, Schwebende Göttin, heute Oranienpark Bad Kreuznach
o.J., Stier, heute Oranienpark Bad Kreuznach

## Auszeichnungen
- 1981: Großes Bundesverdienstkreuz.